# Packard Super Eight

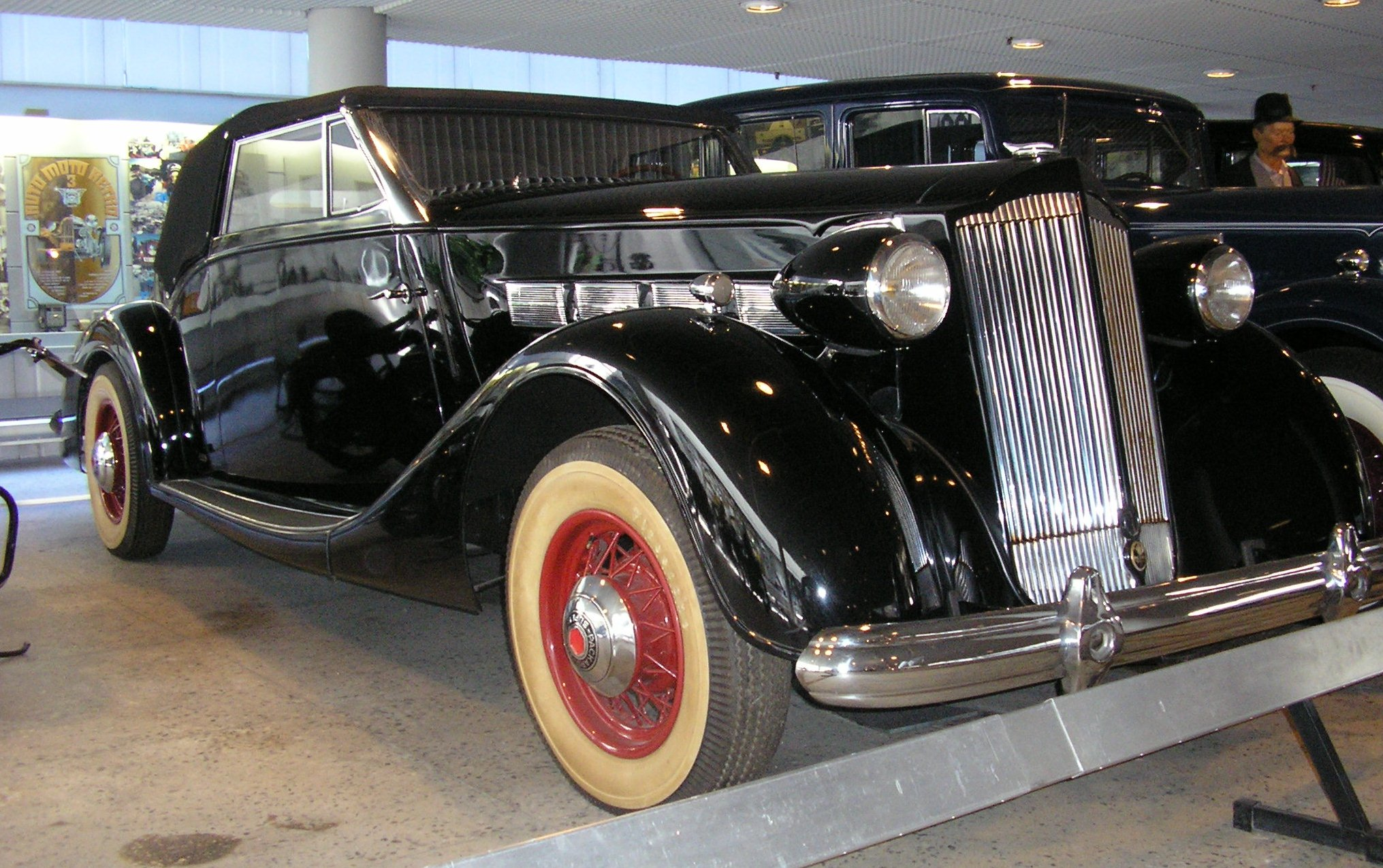
Packard Super Eight 15. Serie 1502 (1937), der für den König Karol II von Rumänien gefertigt wurde.

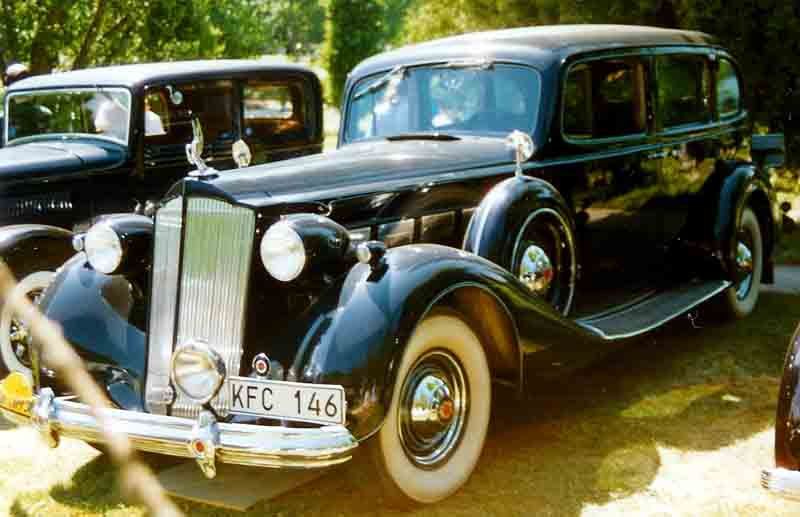
Packard Super Eight 15. Serie 1502 Touring-Limousine (1937)

Der Packard Super Eight war der größte Achtzylinder-PKW, den die Packard Motor Car Company in Detroit herstellte.

## Einführung
Das erste Modell dieses Namens erschien 1934 als Teil der 11. Serie und hatte einen Reihenachtzylindermotor mit seitlich hängenden Ventilen. Er hatte 6267 cm³ Hubraum und entwickelte 145 bhp (106,6 kW) bei 3200/min. Die Motorkraft wurde über eine Einscheibentrockenkupplung und ein manuelles Dreiganggetriebe mit Mittelschaltung an die Hinterräder weitergeleitet. Der Wagen hatte mechanische Vierradbremsen. Es standen Fahrgestelle mit drei Radständen – 3426 mm, 3604 mm und 3731 mm – zur Verfügung, die mit verschiedenen Aufbauten für 2 – 7 Passagiere versehen wurden.

## Von Jahr zu Jahr
1935 wurde die Motorleistung auf 150 bhp (110 kW) angehoben. Die Radstände der 12. Serie betrugen nun 3353 mm, 3530 mm und 3658 mm. Die 14. Serie 1936 entsprach fast vollständig der 12. Serie.
1937 kam die 15. Serie mit dem kleineren Motor des Modells Eight heraus, der im Modell Super Eight mit aufging. Der Motor hatte 5212 cm³ und leistete 135 bhp (99 kW) bei 3200/min. Aus Sicherheitsgründen mussten die hinten angeschlagenen Fronttüren solchen mit Anschlag vorne weichen.
1938 wurden mit der 16. Serie etwas klobigere Kotflügel eingeführt; technisch blieben die Modelle unverändert, die Motorleistung sank aber auf 130 bhp (96 kW). Auch 1939 wurden an der nun 17. Serie kaum technische Änderungen durchgeführt; allerdings wurde die Vielzahl der Aufbauten auf nur noch sechs reduziert und Lenkradschaltung war verfügbar.
Nach der Einstellung des Packard Twelve der 17. Serie 1940 wurde der Name an die beiden größten Modelle von Packard, den 160 und den 180 weitergereicht. Nach dem Zweiten Weltkrieg wurde aus dem Modell 180 der Packard Custom Eight und aus dem wenig billigeren Schwestermodell 160 einfach der Packard Super Eight.
Die gesamte Modellpalette von Packard bekam 1951 neue Namen (24. Serie); so wurde aus dem Super Eight der Packard 300, der letzte Vertreter in der langen Reihe der Packard Super Eight.

## Quelle
- Beverley R. Kimes (Herausgeber), Henry A. Clark: Standard Catalog of American Cars 1805–1942. Kraus Publications, 1985, ISBN 0-87341-045-9.